# Lupinus micranthus
El lupino peludo (Lupinus micranthus) es una especie de la familia de las fabáceas

## Descripción
Planta anual , de 10-40 cm de altura, totalmente recubierta de pelos grises o hasta amarronados, separados. Hojas con un pecíolo de 3-6 cm de largo, palmeadas, con 5-7 folíolos, de 15-80 mm de largo y 5-15 de ancho, longitudinalmente ovaladas hasta cuneiformes, romas o en punta, estípulas lineares, de 1-2 cm de largo. Flores de 10-14 cm de largo, azul brillante, con pedúnculo corto formando racimos de 3-12 cm de largo, a menudo sobrepasando el follaje; flores inferiores alternas; pétalos más o menos igual de largos y glabros; estandarte con 2 pliegues longitudinales, de color blanco por el medio; quilla con punta violeta oscuro; cáliz bilabiado, el labio inferior de 10-12 mm, tridentado, el superior más corto; vaina de 25-50 mm de largo, marrón rojizo, con vello y 3-4 semillas redondeadas angulosas. Florece en primavera

## Hábitat
Campos secos, matorrales, bordes de caminos y carreteras, terrenos arbolados abiertos.

## Distribución
Todo el Mediterráneo, pero ausente en las islas.